# Episodi de La caccia (seconda stagione)
La seconda stagione della serie televisiva spagnola La caccia (La caza), intitolata La caccia - Tramuntana (La caza. Tramuntana), composta da 8 episodi, è stata trasmessa in prima visione in Spagna dal 13 gennaio al 3 marzo 2021 su La 1.
In Italia la stagione, è stata rimontata in 4 episodi da 120 minuti ciascuna, è inedita.
| nº | Titolo originale       | Prima TV Spagna  | Ascolti Spagna | Ascolti Spagna | nº | Titolo italiano | Prima TV Italia |
| nº | Titolo originale       | Prima TV Spagna  | Telespettatori | Share          | nº | Titolo italiano | Prima TV Italia |
| -- | ---------------------- | ---------------- | -------------- | -------------- | -- | --------------- | --------------- |
| 1  | El Cant de la Sibil-la | 13 gennaio 2021  | 1 372 000      | 8,0%           | 1  |                 |                 |
| 2  | La plaga               | 20 gennaio 2021  | 1 254 000      | 6,9%           | 1  |                 |                 |
| 3  | Dona d'aigo            | 27 gennaio 2021  | 1 347 000      | 7,6%           | 2  |                 |                 |
| 4  | Avenc                  | 3 febbraio 2021  | 1 161 000      | 6,5%           | 2  |                 |                 |
| 5  | Nocturno               | 10 febbraio 2021 | 1 134 000      | 6,4%           | 3  |                 |                 |
| 6  | S'Illa                 | 17 febbraio 2021 | 1 088 000      | 6,3%           | 3  |                 |                 |
| 7  | Can Falgueres          | 24 febbraio 2021 | 1 100 000      | 6,6%           | 4  |                 |                 |
| 8  | Ans del judici         | 3 marzo 2021     | 1 135 000      | 6,4%           | 4  |                 |                 |